# Karl Vonwald
Karl Vonwald (* 28. Juli 1933 in Michelbach; † 13. Juli 2008 in Lilienfeld) war ein österreichischer Politiker (ÖVP) und Landwirt. Vonwald war von 1983 bis 1994 Abgeordneter zum Nationalrat.
Vonwald besuchte nach der Pflichtschule die landwirtschaftliche Berufsschule und übernahm 1954 den großelterlichen Bauernhof. Er war in der Folge als selbständiger Landwirt tätig und bekam den Berufstitel Ökonomierat verliehen.
Vonwald engagierte sich politisch in der Österreichischen Volkspartei und wurde 1960 Gemeinderat in Michelbach. Zwischen 1965 und 1973 hatte er das Amt des Vizebürgermeisters inne, 1973 wurde er zum Bürgermeister gewählt. Vonwald war zudem Hauptbezirksobmann des Bauernbundes St. Pölten und vertrat die ÖVP zwischen dem 19. Mai 1983 und dem 6. November 1994 im Nationalrat.

## Werke
- Bei uns dahoam – Michelbacher Heimatbuch, Michelbach 2001.